# Nad jazerom
Nad jazerom je městská část Košic, součást okresu Košice IV. Název MČ je odvozen od existujícího jezera – původního místa na těžbu štěrkopísků. Původně toto jezero bylo napájeno vodami blízkého Hornádu. Po úpravách je napájeno spodními vodami.

## Symboly obce
Zastupitelstvo v Košicích usnesením č. 273/2007 na svém IX. jednání dne 25. října 2007 v souladu se Zákonem o obcích schválilo Obecně závazná vyhláška města Košice č. 96 o znaku a vlajce městské části Košice – Nad jazerom.

### Znak
V modrém štítě pod zlatým zvlněným břevnem stříbrná plovoucí labuť ve zlaté zbroji, to vše převýšené zlatou lilií.

### Vlajka
Vlajka má podobu v jedné čtvrti od žerdi štípaného listu, jehož žerďová část je žluto – modro dělená, Vlající část sestává ze čtyř podélných pruhů bílého, modrého, žlutého, a bílého. Vlajka má poměr stran 2:3 a ukončena je třemi cípy, tj. dvěma zástřihy, sahajícími do třetiny její listu.

## Polohopis
Situování MČ je v jižní části města Košice v silničním tahu na Slanec. Hranici MČ ze západní a jihozápadní strany tvoří železniční trať Košice – Rožňava / Košice – Miskolc, severní a severozápadní hranici tvoří rychlostní silniční komunikace vnějšího okruhu města a MČ Vyšné Opátske, severovýchodní a východní hranici tok řeky Hornád a jižní hranici MČ Krásna.

### Ulice
Irkutská, Čingovská, Dneperská, Sputniková, Gagarinovo námestie, Galaktická, Donská, Levočská, Azovská, Amurská, Černomorská, Kaspická, Baltická, Bukovecká, Jenisejská, Uralská, Ladožská, Polárna, Poludníková, Teplárenská, Teslova, Rovníková, Poludníková, Ždiarska, Važecká, Meteorová, Raketová, Námestie kozmonautov, Stálicová, Družicová

### Vodní toky
- Myslavský potok
- Hornád

### Vodní plochy
- Jezero
- Seligovo jazero

## Doprava
Komunikacemi je městská část spojena s ostatními částmi města přes hlavní rychlostní obchvat Košic, na který se napojuje na dvou místech (Slanecká – Nižné kapustníky a Poslanecké – Jižní nábřeží). V severním směru je přístup na / ze sídliště přes dálniční přivaděč Jižní nábřeží a přes Jižní třídu, v západním směru přes Nižné zelníky a přivaděč Červený rak. 
Spojení městskou hromadnou dopravou je zajištěno několika tramvajovými linkami, které jsou především v dopravních špičkách výrazně rychleji než individuální doprava. Veřejnou dopravu zajišťuje i několik autobusových městských a příměstských linek.

## Situování
Městská část Nad jazerom patří mezi mladé MČ. Tvoří ji obytná zóna a průmyslová část. Katastrální původně patřilo území pod Košice jih a Krásnou. Původně území bylo plánováno jako průmyslová oblast s objekty potravinářského charakteru. V roce 1969 se začalo s výstavbou obytné zóny – typické „panelákové“ zástavby. Celkově bylo postaveno 9 131 bytových jednotek v poměrně náročných geologických poměrech. Celá oblast obytné zóny je situována na štěrkovém podloží.

## Průmyslová část
- Teplárna Košice – TEKO – uhelná elektrárna, výroba tepla a elektrické energie
- Frucona, a. s. – Výroba alkoholických a nealkoholických nápojů
- Sodamix s.r.o. – Výroba nealkoholických nápojů
- Mäsovýchod zpracovávající maso a masné výrobky
- Drůbež ZK, a. s. se zpracováním drůbeže a výrobků
- Medea, a. s. – Pekárna, různého pečiva a cukrářských výrobků
- Vamex, a. s. – Pekárna a různého pečiva
- Mlyn, a. s. – Košice, mlýnských komplex
- Peugeot- prodej a servis automobilů
- Mitsubishi- prodej a servis automobilů
- Suzuki- prodej automobilů
- AAA Auto – prodej ojetých automobilů

V průmyslové oblasti se nachází i několik menších autoservisů, autobazarů, skladovacích objektů, sídel menších firem, ale i velkosklad potravin.

## Obchodní centra
V městské části Nad jezerem se nachází několik obchodních center, kde se nacházejí obchody s různými službami.
- OC Bukovec
- OC Branisko
- OC Čingov
- OC Idea
- OC Važec

Kromě toho se v MČ nachází několik supermarketů:
- Fresh (několik větších prodejen)
- Billa
- Hypermarket Tesco
- Supermarket Ural

## Rekreace
MČ Nad jazerom nabízí vodní lyžařský vlek, který je spuštěn během letní sezóny. Provádějí se zde soutěže ve free style lyžování a skoku na lyžích. Blízko jezera se nachází i malá chatová osada, která nabízí možnost ubytování. Během zimní sezóny, jezero nabízí možnost zimního bruslení.
Na rekreaci je v letním období také využíván lesopark, nacházející se mezi jezery a řekou Hornád.
Po okraji řeky Hornád je, na vyvýšeném břehu od jezu ve střední části MČ až po centrum vybudovaná cyklostezka, která umožňuje přímé spojení pro cyklisty do centra, čímž je vyřešen zákaz průjezdu po souběžné rychlostní komunikaci vnějšího okruhu města ( napojení na dálnici D1). Cyklostezku je hojně využíván cyklisty a bruslaři během celé letní sezóny jako příjemná rekreace.

## Školství
Na ploše bytové zástavby je situovaných 7 základních škol s předškolními zařízeními. Po přechodu náporu na předškolní a školní zařízení, jsou některé z nich využívány pro potřebu základních uměleckých škol s hudebním a výtvarným zaměřením a jako centra volného času.
Odborné školství je zastoupeno Obchodní akademií, Soukromou střední odbornou školou a sdruženou střední školou oděvní a textilní, která vznikla sloučením dvou škol – dívčí odborné školy a Středního odborného učiliště textilního. V městské části se nachází i soukromé čtyř-a osmileté gymnázium.

### Základní školy
- Bukovecká
- Dneperská – Soukromá základní škola
- Jenisejská
- Družicová
- Galaktická

### Střední školy, gymnázium
- Dneperská 1 – Soukromé gymnázium
- Textilní 1 – Sdružená střední škola oděvní a textilní
- Polární – Obchodní akademie
- Bukovecká – Soukromá střední odborná škola

### Základní umělecká škola
- Irkutská 1

## Instituce
- Sídlo MČ – Poludníková 7
- Pošta – Spišské náměstí 3, Ždiarska 15
- Poliklinika – Spišské náměstí 4
- Policie
- Městská policie
- Knihovna (pobočka centrální knihovny Jana Bocatia) – OC Ural